# Interação gravitacional da antimatéria
A interação gravitacional da antimatéria com a matéria ou a antimatéria foi observada por físicos. Como foi previsto pela maioria dos físicos, o experimento mostrou que a gravidade da Terra atrai antimatéria na mesma proporção que matéria, dentro do erro experimental.
A raridade da antimatéria e sua tendência a se aniquilar quando colocada em contato com a matéria tornam seu estudo uma tarefa tecnicamente exigente. Além disso, a gravidade é muito mais fraca do que as outras forças fundamentais, por razões ainda de interesse dos físicos, complicando os esforços para estudar a gravidade em sistemas pequenos o suficiente para serem criados de forma viável em laboratório, incluindo sistemas de antimatéria. A maioria dos métodos para a criação de antimatéria (especificamente o anti-hidrogênio) resulta em partículas e átomos de alta energia cinética, que são inadequados para estudos relacionados à gravidade.
A antimatéria é gravitacionalmente atraída pela matéria. A magnitude da força gravitacional também é a mesma. Isso é previsto por argumentos teóricos como a equivalência gravitacional de energia e matéria, e foi verificado experimentalmente para o anti-hidrogênio. Entretanto, a equivalência da aceleração gravitacional medida de matéria para matéria versus antimatéria para matéria tem uma margem de erro de cerca de 20%.:tabela 3 Dificuldades na criação de modelos de gravidade quântica levaram à ideia de que a antimatéria pode reagir com uma magnitude ligeiramente diferente.

## Teorias da atração gravitacional
Quando a antimatéria foi descoberta pela primeira vez em 1932, os físicos se perguntaram como ela reagiria à gravidade. A análise inicial focou em se a antimatéria deveria reagir da mesma forma que a matéria ou reagir de forma oposta. Vários argumentos teóricos surgiram, os quais convenceram os físicos de que a antimatéria reagiria da mesma forma que a matéria normal. Eles inferiram que a repulsão gravitacional entre matéria e antimatéria era implausível, pois violaria a invariância de CPT, a conservação de energia, resultaria em instabilidade do vácuo e resultaria em violação de CP. Também foi teorizado que seria inconsistente com os resultados do teste de Eötvös do princípio da equivalência fraco. Muitas dessas primeiras objeções teóricas foram posteriormente anuladas.

### O princípio da equivalência
O princípio da equivalência prevê que massa e energia reagem da mesma forma com a gravidade, portanto, matéria e antimatéria seriam aceleradas de forma idêntica por um campo gravitacional. Deste ponto de vista, a repulsão gravitacional de matéria e antimatéria é improvável.

### Comportamento do fóton
Fótons, que são suas próprias antipartículas na estrutura do Modelo Padrão, foram observados em um grande número de testes astronômicos (desvio para o vermelho gravitacional e lente gravitacional, por exemplo) interagindo com o campo gravitacional da matéria comum exatamente como previsto pela teoria geral da relatividade. Esta é uma característica que qualquer teoria que preveja que matéria e antimatéria se repelem deve explicar.

### Teorema de CPT
O teorema de CPT implica que a diferença entre as propriedades de uma partícula de matéria e aquelas de sua contraparte de antimatéria é completamente descrita pela inversão de C. Como essa inversão de C não afeta a massa gravitacional, o teorema de CPT prevê que a massa gravitacional da antimatéria é a mesma que a da matéria comum. Uma gravidade repulsiva é então excluída, pois isso implicaria uma diferença de sinal entre a massa gravitacional observável da matéria e da antimatéria.

### O argumento de Morrison
Em 1958, Philip Morrison argumentou que a antigravidade violaria a conservação de energia. Se a matéria e a antimatéria respondessem de forma oposta a um campo gravitacional, então não seria necessária energia para mudar a altura de um par partícula e antipartícula. No entanto, ao se mover através de um potencial gravitacional, a frequência e a energia da luz são deslocadas. Morrison argumentou que a energia seria criada pela produção de matéria e antimatéria em uma altura e então aniquilando-as mais alto, uma vez que os fótons usados na produção teriam menos energia do que os fótons produzidos pela aniquilação.

### O argumento de Schiff
Mais tarde, em 1958, L. Schiff usou a teoria quântica de campos para argumentar que a antigravidade seria inconsistente com os resultados do experimento de Eötvös. No entanto, a técnica de renormalização usada na análise de Schiff é fortemente criticada, e seu trabalho é visto como inconclusivo. Em 2014, o argumento foi refeito por Marcoen Cabbolet, que concluiu, no entanto, que ele apenas demonstra a incompatibilidade do Modelo Padrão e da repulsão gravitacional.

### O argumento de Good
Em 1961, Myron L. Good argumentou que a antigravidade resultaria na observação de uma quantidade inaceitavelmente alta de violação de CP na regeneração anômala de káons. Na época, a violação de CP ainda não havia sido observada. No entanto, o argumento de Good é criticado por ser expresso em termos de potenciais absolutos. Ao reformular o argumento em termos de potenciais relativos, Gabriel Chardin descobriu que isso resultou em uma quantidade de regeneração de kaons que concorda com a observação. Ele argumentou que a antigravidade é uma explicação potencial para a violação de CP com base em seus modelos em mésons K. Seus resultados datam de 1992. Desde então, no entanto, estudos sobre mecanismos de violação de CP nos sistemas de mésons B invalidaram fundamentalmente essas explicações.

### O argumento de Gerard 't Hooft
De acordo com Gerard 't Hooft, todo físico reconhece imediatamente o que está errado com a ideia de repulsão gravitacional: se uma bola é lançada alto no ar de modo que ela caia de volta, então seu movimento é simétrico sob reversão de tempo; e, portanto, a bola também cai na direção oposta do tempo. Como uma partícula de matéria na direção oposta do tempo é uma antipartícula, isso prova, de acordo com 't Hooft, que a antimatéria cai na Terra assim como a matéria "normal". No entanto, Cabbolet respondeu que o argumento de 't Hooft é falso e apenas prova que uma antibola cai em uma antiterra – o que não é contestado.

## Teorias da repulsão gravitacional
Como a gravidade repulsiva não foi refutada experimentalmente, é possível especular sobre princípios físicos que causariam tal repulsão. Até agora, três teorias radicalmente diferentes foram publicadas.

### Teoria de Kowitt
A primeira teoria da gravidade repulsiva foi uma teoria quântica publicada por Mark Kowitt. Nesta teoria de Dirac modificada, Kowitt postulou que o pósitron não é um buraco no mar de elétrons com energia negativa como na teoria do buraco de Dirac usual, mas sim um buraco no mar de elétrons com energia negativa e massa gravitacional positiva: isso produz uma inversão de C modificada, pela qual o pósitron tem energia positiva, mas massa gravitacional negativa. A gravidade repulsiva é então descrita pela adição de termos extras (mgΦg and mgAg) à equação de onda. A ideia é que a função de onda de um pósitron movendo-se no campo gravitacional de uma partícula de matéria evolui de tal forma que com o tempo se torna mais provável encontrar o pósitron mais longe da partícula de matéria.

### Teoria de Santilli e Villata
Teorias clássicas da gravidade repulsiva foram publicadas por Ruggero Santilli e Massimo Villata. Ambas as teorias são extensões da relatividade geral e são experimentalmente indistinguíveis. A ideia geral permanece que a gravidade é a deflexão de uma trajetória contínua de partículas devido à curvatura do espaço-tempo, mas as antipartículas "vivem" em um espaço-tempo invertido. A equação de movimento para antipartículas é então obtida a partir da equação de movimento de partículas ordinárias aplicando os operadores de C, P, e T (Villata) ou aplicando mapas isoduais (Santilli), o que equivale à mesma coisa: a equação de movimento para antipartículas então prevê uma repulsão de matéria e antimatéria. Deve-se considerar que as trajetórias de antipartículas observadas são projeções em nosso espaço-tempo das trajetórias verdadeiras no espaço-tempo invertido. No entanto, tem sido argumentado, por motivos metodológicos e ontológicos, que a área de aplicação da teoria de Villata não pode ser estendida para incluir o microcosmo. Essas objeções foram posteriormente rejeitadas por Villata.

### Teoria de Cabbolet
Os primeiros princípios físicos que não são clássicos, e não são quânticos, subjacentes a uma repulsão gravitacional de matéria e antimatéria foram publicados por Marcoen Cabbolet. Ele introduz a Teoria do Processo Elementar, que usa uma nova linguagem para a física, ou seja, um novo formalismo matemático e novos conceitos físicos, e que é incompatível tanto com a mecânica quântica quanto com a relatividade geral. A ideia central é que partículas de massa de repouso diferente de zero, como elétrons, prótons, nêutrons e suas contrapartes de antimatéria, exibem movimento gradual à medida que alternam entre um estado de repouso semelhante a uma partícula e um estado de movimento semelhante a uma onda. A gravitação então ocorre em um estado semelhante a uma onda, e a teoria permite, por exemplo, que os estados semelhantes a ondas de prótons e antiprótons interajam de forma diferente com o campo gravitacional da Terra.

### Análise
Outros autores usaram uma repulsão gravitacional de matéria e antimatéria para explicar observações cosmológicas, mas essas publicações não abordam os princípios físicos da repulsão gravitacional.

## Experimentos

### Supernova 1987A
Uma fonte de evidência experimental a favor da gravidade normal foi a observação de neutrinos da Supernova 1987A. Em 1987, três detectores de neutrinos ao redor do mundo observaram simultaneamente uma cascata de neutrinos emanando de uma supernova na Grande Nuvem de Magalhães. Embora a supernova tenha ocorrido a cerca de 164.000 anos-luz de distância, tanto os neutrinos quanto os antineutrinos parecem ter sido detectados virtualmente simultaneamente. Se ambos foram realmente observados, então qualquer diferença na interação gravitacional teria que ser muito pequena. No entanto, os detectores de neutrinos não conseguem distinguir perfeitamente entre neutrinos e antineutrinos. Alguns físicos estimam, de forma conservadora, que há menos de 10% de chance de que nenhum neutrino regular tenha sido observado. Outros estimam probabilidades ainda menores, algumas tão baixas quanto 1%. Infelizmente, é improvável que essa precisão seja melhorada pela duplicação do experimento em breve. A última supernova conhecida a ocorrer em uma faixa tão próxima antes da Supernova 1987A foi por volta de 1867.

### Experimentos com anti-hidrogênio neutro e frio
Desde 2010, a produção de anti-hidrogênio frio tornou-se possível no Desacelerador de Antiprótons no CERN. O anti-hidrogênio, que é eletricamente neutro, deve tornar possível medir diretamente a atração gravitacional de partículas de antimatéria para a matéria da Terra.
Átomos de anti-hidrogênio foram capturados no CERN, primeiro no ALPHA e depois na ATRAP; em 2012, o ALPHA usou tais átomos para definir os primeiros limites soltos de queda livre na interação gravitacional da antimatéria com a matéria, medidos dentro de ±7500% da gravidade ordinária, não o suficiente para uma declaração científica clara sobre o sinal da gravidade agindo na antimatéria. Experimentos futuros precisam ser realizados com maior precisão, seja com feixes de anti-hidrogênio (AEgIS) ou com anti-hidrogênio capturado (ALPHA ou GBAR).
Em 2013, experimentos com átomos de anti-hidrogênio liberados da armadilha do ALPHA estabeleceram limites diretos, ou seja, de queda livre, grosseiros para a gravidade da antimatéria. Esses limites eram grosseiros, com uma precisão relativa de ±100%, portanto, longe de uma declaração clara, mesmo para o sinal da gravidade atuando na antimatéria. Futuros experimentos no CERN com feixes de anti-hidrogênio, como no AEgIS, ou com anti-hidrogênio preso, como no ALPHA e no GBAR, precisam melhorar a sensibilidade para fazer uma declaração clara e científica sobre a gravidade na antimatéria.
Em 2023, o ALPHA obteve o primeiro resultado que provou que a antimatéria tem o mesmo sinal para aceleração de queda livre gravitacional que a matéria regular.